# Mateja Vraničar Erman
Mateja Vraničar Erman (ur. 7 listopada 1965 w Lublanie) – słoweńska prawniczka i urzędniczka państwowa, w latach 2016–2018 minister finansów.

## Życiorys
Ukończyła studia prawnicze na Uniwersytecie Lublańskim, kształciła się też w John F. Kennedy School of Government na Uniwersytecie Harvarda. W latach 1989–1993 pracowała jako ekspert prawny w resorcie spraw zagranicznych. Następnie przez wiele lat zatrudniona w słoweńskim ministerstwie finansów, gdzie odpowiadała za podatki i kierowała departamentami. W latach 2010–2012 i 2014–2016 zajmowała stanowisko sekretarza stanu w tym resorcie. 21 września 2016 powołana na stanowisko ministra finansów w rządzie Mira Cerara (jako bezpartyjna z rekomendacji partii premiera). Zakończyła urzędowanie wraz z całym gabinetem we wrześniu 2018. W 2019 została wysokim przedstawicielem rządowym do spraw sukcesji (po rozpadzie Socjalistycznej Federacyjnej Republiki Jugosławii).